# Poncins
Poncins är en kommun i departementet Loire i regionen Auvergne-Rhône-Alpes i centrala Frankrike. Kommunen ligger i kantonen Feurs som tillhör arrondissementet Montbrison. År 2022 hade Poncins 1 268 invånare.

## Befolkningsutveckling
Antalet invånare i kommunen Poncins
| Referens: INSEE |